# Daniel Newman
Daniel Christopher Newman (Atlanta, 14 de junho de 1981) é um ator, modelo e músico estadunidense e membro da banda The Vanderbilts. 
Ele apareceu em The Vampire Diaries e Cirque du Freak, estrelado por Salma Hayek, Willem Dafoe e John C. Reilly.

## Vida e carreira
A Avant-garde artista Daniel Newman tem sido comemorada por sua atuação, suas composições, músicas e pinturas como uma musa por seus pares como Patti Smith, Harmony Korine, David LaChapelle, Bruce Weber, JT Leroy aka Laura Albert, Patrick McMullen, Steven Klein, empresas como Calvin Klein, Louis Vuitton e muitos outros na cena artística de Nova York e Paris. Após crescer na floresta volta de uma cidade pequena de uma fazenda em Atlanta, Geórgia, Daniel mudou-se para o Brooklyn, para prosseguir a sua música. Daniel estudou na Universidade Yale, através de um programa de honras especiais antes de voltar para Nova Iorque para prosseguir com sua carreira musical. Daniel lutou como um músico para um curto período de tempo antes de conhecer um fotógrafo de reunião, Bruce Weber. Daniel começou como modelo, aparecendo em capas de revistas e vários outros tipos de publicidade em todo o mundo. Mais notavelmente, ele desfilou para Calvin Klein, Christian Dior, Louis Vuitton e Tommy Hilfiger. Daniel então desembarcou várias aparições em programas populares de televisão americanas incluindo, Heroes, One Tree Hill e 7th Heaven.
Para aprimorar seu talento como ator, ele começou a treinar no William Esper Studio em Nova Iorque. Desde então, ele apareceu como Daniel Warren em "The Vampire Diaries", Jimmy Keppler na série de TV da NBC, Heroes e Matt na Drop Dead Diva na Lifetime, apareceu com Snoop Dogg e Sarah Roemer no filme Falling Up, em One Tree Hill, como Trevor na Lifetime com maior Pontuação: filme de televisão, Fab Five, também aparecendo em vários papéis no teatro em Nova York e Los Angeles.
Seus papéis teatrais mais importantes até à data são O Aprendiz de Vampiro a característica do filme, baseado no romance Cirque Du Freak, estrelado por Salma Hayek, Willem Dafoe e John C. Reilly, assim como cair na estrada em Road Trip, e aparecer no remake de Stephen King Children of the Corn indo para o ar para a Syfy em 2009. Daniel interpretou o papel de Malaquias, um personagem interpretado por Courtney Gains, na adaptação cinematográfica original de 1984.
The Vanderbilts, banda de rock de Newman, atualmente está trabalhando com o produtor Tony Shimkin (Prince, Madonna) em um álbum.  Daniel trabalhou recentemente com Perry Farrell na banda Jane's Addiction em uma canção para Crepúsculo e tem várias outras de suas canções em trilhas sonoras de filme e  séries de televisão. Seu primeiro álbum é "WHISKEY VEINS".
Em 22 de novembro de 2011, Newman confirmou aparecer na série de televisão The Vampire Diaries como Daniel Warren. Em 2012, ele apareceu brevemente como um dos capangas de Bane em The Dark Knight Rises.

## Filmografia

### Filmes
| Ano  | Título                                   | Papel               | Diretor(es)        | R.     |
| ---- | ---------------------------------------- | ------------------- | ------------------ | ------ |
| 1995 | Fluke                                    | School Boy          | Carlo Carlei       | [ 8 ]  |
| 2001 | How High                                 | Vídeo Fighter       | Jesse Dylan        | [ 9 ]  |
| 2005 | Brother                                  | Jake                | Nathan Butera      | [ 10 ] |
| 2005 | Cuando el cielo es azul                  |                     | Sandra Wiese       | [ 11 ] |
| 2005 | Shooting Gallery                         | Easy                | Keoni Waxman       | [ 12 ] |
| 2006 | Broken Bridges                           | Scott               | Steven Goldmann    | [ 13 ] |
| 2009 | The Imaginarium of Doctor Parnassus      | Gavin               | Terry Gilliam      | [ 14 ] |
| 2009 | Road Trip: Beer Pong                     | Raz-r               | Steve Rash         | [ 15 ] |
| 2009 | Dorian Gray                              | Michael Radley      | Oliver Parker      | [ 16 ] |
| 2009 | Falling Up                               | Jake Weaver         | David M. Rosenthal | [ 17 ] |
| 2009 | Cirque du Freak: The Vampire's Assistant | Pette               | Paul Weitz         | [ 18 ] |
| 2012 | The Dark Knight Rises                    | Thug #2 in Basement | Christopher Nolan  | [ 19 ] |
| 2017 | Division 19                              | Businessman         | S.A. Halewood      | [ 20 ] |
| TBA  | Scrapper D'Wunderkind                    | TBA                 |                    | [ 21 ] |

### Televisão
| Ano     | Título              | Papel              | Notas        | R.     |
| ------- | ------------------- | ------------------ | ------------ | ------ |
| 1993    | I'll Fly Away       | Lost Boy           | 1 episódio   | [ 22 ] |
| 1997    | Savannah            | Photographer       | 1 episódio   | [ 22 ] |
| 1997    | 7th Heaven          | Guy #2             | 1 episódio   | [ 22 ] |
| 2003    | Sex and the City    | Rock Star          | 1 episódio   | [ 22 ] |
| 2004    | Blue Collar TV      | Vários personagens | 1 episódio   | [ 22 ] |
| 2005–06 | Surface             | Greg Butler        | 4 episódios  | [ 22 ] |
| 2006    | One Tree Hill       | Michael            | 1 episódio   | [ 22 ] |
| 2009    | Drop Dead Diva      | Mike               | 1 episódio   | [ 22 ] |
| 2009    | Heroes              | Jimmy Keppler      | 2 episódios  | [ 22 ] |
| 2012    | The Vampire Diaries | Daniel             | 2 episódios  | [ 22 ] |
| 2012    | The Game            | Nick               | 1 episódio   | [ 22 ] |
| 2013    | Homeland            | Jeff               | 2 episódios  | [ 22 ] |
| 2016–17 | The Walking Dead    | Daniel             | 10 episódios | [ 22 ] |